# 성기능 장애
성기능 장애(性機能障碍, 영어: sexual dysfunction, sexual malfunction, sexual disorder) 또는 성장애(性障碍)는 한 사람 혼자서 또는 두 사람 간에 정상적인 성행위(육체적 즐거움, 성욕, 취향, 성적 각성, 오르가즘 포함)에 어려움을 경험하는 증상이다. DSM-5에 따르면 최소 6개월 간 인간 관계의 부담, 극심한 고통을 느껴야 성기능 장애로 인정된다 (약물 복용으로 인한 성기능 장애는 제외).

## 분류

### 성교통
성교통(성교 중 통증), 질경련과 같은 질환이 있다.

### 오르가슴 후 질환
오르가슴 후 질환은 오르가슴 또는 사정 직후 통증을 일으킨다.

## 같이 보기
- 성적장애